# Wiktor III
Wiktor III, łac. Victor Tertius, właśc. wł. Dauferio Epifani dei duchni di Benevento OSB (ur. ok. 1027 w Benewencie, zm. 16 września 1087 w Monte Cassino) – opat benedyktynów, papież w okresie od 24 maja do 28 maja 1086 i od 9 maja do 16 września 1087, błogosławiony Kościoła rzymskokatolickiego.

## Życiorys

### Wczesne życie
Pochodził z książęcej rodziny w Benewencie; na chrzcie otrzymał imię Laufer (Dauferiusz). Pragnął zostać zakonnikiem, ale jego rodzice nie wyrazili na to zgody. Posłuszny ich woli, ożenił się, jednak po śmierci ojca porzucił rodzinę i rozpoczął życie pustelnika. Krewni żony odnaleźli go i siłą sprowadzili z powrotem. Widząc jednak jego cierpienie, zgodzili się, by wstąpił do benedyktynów. Wstąpił do klasztoru kontemplacyjnego niedaleko Salerno i przyjął imię Dezyderiusz (wł. Desiderio di Montecassino). Później przeniósł się do klasztoru benedyktyńskiego na Monte Cassino, a trzy lata potem, został opatem.
Jako opat, zaczął rozbudowywać klasztor i w tym celu sprowadził z Konstantynopola artystów. Przebudowaną świątynię konsekrował papież Aleksander II. Opat Dezyderiusz rozbudował także benedyktyńską bibliotekę. Papież Mikołaj II mianował go kardynałem i papieskim wikariuszem klasztorów. W tym czasie doprowadził do pokoju pomiędzy papiestwem a Normanami, czego efektem było pojednanie Roberta Guiscarda z Grzegorzem VII w 1080 roku.

### Wybór na papieża
Dezyderiusz, w rok po śmierci Grzegorza VII, został wybrany na papieża 24 maja 1086, dzięki poparciu księcia Normanów, Jordana i przyjął imię Wiktor. Imię to nawiązywało do Wiktora II, opiekuna króla Henryka IV – papież, wybierając to imię, chciał porozumieć się z dworem cesarskim w Niemczech.

### Pontyfikat
Zanim został konsekrowany, zmuszono go do opuszczenia Rzymu i powrotu na Monte Casino. W marcu 1087 roku odbył się synod w Kapui, który potwierdził ważność wyboru Wiktora III. Biskupi ustalili, że papież elekt powinien wrócić i objąć urząd, mimo opozycji, której przewodził arcybiskup Lyonu, Hugon. W tym czasie, w Rzymie rządził antypapież Klemens III, którego Normanowie usunęli z urzędu. Wiktor III został konsekrowany 9 maja 1087 roku w bazylice św. Piotra. W Rzymie pozostały wojska Klemensa III i, mimo poparcia księcia Jordana z Kapui oraz Matyldy Toskańskiej, Wiktor III nie był w stanie utrzymać władzy – po tygodniu papież wrócił na Monte Cassino. Matylda Toskańska usilnie namawiała go do powrotu i w rezultacie, z jej pomocą, papież wrócił do Rzymu przez morze, a potem usunął żołnierzy Klemensa III.
Kiedy do Italii przybył cesarz Henryk IV, rozpoczęły się nowe rozruchy i papież schronił się w klasztorze benedyktyńskim. Pod koniec sierpnia 1087 roku zwołał do Benewentu synod, na którym potwierdził dekret Grzegorza VII, skierowany przeciw inwestyturze oraz unieważnił święcenia symoniackie. Nałożył także anatemę na Klemensa III. Skrajni zwolennicy reformy gregoriańskiej zostali przez niego potępieni. W trakcie synodu w Benewencie papież zachorował i wrócił na Monte Cassino, gdzie zmarł 16 września.
W czasie pontyfikatu Wiktora III, z Pizy i Genui wyruszyła morska ekspedycja przeciw Saracenom. Zakończyła się ona w sierpniu 1087 roku zdobyciem Al-Mahdijji, a część łupów przekazano bazylice św. Piotra.
Beatyfikacji Wiktora III dokonał Leon XIII 23 lipca 1887 roku. Wspomnienie liturgiczne obchodzone jest w dzienną pamiątkę śmierci.